# Factoría de Ficción (canal de televisión de pago)
Factoría de Ficción era un canal español de pago de Globomedia, Grupo Antena 3 y Gestevisión Telecinco. Inició sus emisiones el 19 de junio de 2000, cesándolas el 1 de julio de 2007.

## Historia
Inicialmente su programación estaba basada en el estreno de series de producción propia, que más tarde podían verse en abierto en los citados canales. Con la fusión entre Vía Digital y Canal Satélite Digital, FDF se integró en la nueva plataforma, Digital +. Desde entonces y hasta el cese se emisiones, la programación fue arrinconando los estrenos en favor de la redifusión de series españolas de éxito, incorporando a la programación algunas series extranjeras de otros canales digitales y de otras cadenas como la FORTA. Este cambio de rumbo en la programación propició que Sogecable, sociedad propietaria de Digital+, decidiese no renovar el contrato a FDF, cesando sus emisiones 1 de julio de 2007. Como dato anecdótico, el último episodio emitido por la cadena antes de su extinción fue de la serie Manolo y Benito Corporeision, emitida durante el último mes en antena del canal.
Por otro lado, a principios de 2008, una de las socias (Gestevisión Telecinco) recuperó esta marca y lanzó, para la televisión digital en abierto, el canal FDF Telecinco el 18 de febrero de 2008, que sustituyó al canal Telecinco Estrellas. En verano de 2009, cambió su nombre por Factoría de Ficción (FDF), únicamente. A día de hoy el canal sigue en emisión.

## Audiencias
Sus horas de más audiencia a diario eran desde las 14:00 hasta las 00:00, sobre todo desde las 21:00, en prime time. Igualmente, los fines de semana cosechaban mejores datos aún.
La audiencia acumulada en Digital+ en 2005 fue de 541.000 espectadores. La audiencia media fue la más alta de los canales que emitían series: más de 16.000 espectadores de media. En cuanto al perfil de edad de los espectadores, los que más veían este canal eran los de 25 a 44 años, que formaban algo más del 30% de los espectadores, seguidos de los adolescentes y jóvenes de 13 a 24 años, que formaban el 24% de los espectadores, mientras que la gente con más de 65 años tan solo componía el 6,2% de la audiencia.